# Селянина, Лариса Алексеевна
Селянина (Романова) Лариса Алексеевна (10.08.1952 г. Свердловск , СССР) — российский дизайнер одежды, живописец, график, фотограф. Основатель бренда женской трикотажной одежды Larisa Selyanina, владелица и арт-директор «Дома Трикотажа Лариса Селянина». Лауреат премии Губернатора Свердловской области за выдающиеся достижения в области литературы и искусства (2001), член Союза Дизайнеров России. Обладатель знака профессионального стандарта «Высокий дизайн» и «Серебряная Виктория». Лауреат национального приза в области индустрии моды в номинации «Трикотаж». 
Тему каждой коллекции Лариса Селянина привозит из путешествия, исследуя другие культуры в поисках новых орнаментов, цветовых гамм, конструкторских решений. Селянина создаёт вещи-трансформеры: платье-джемпер, жакет-пальто, палантин-джемпер.

## Биография
- 1975 — закончила Свердловский архитектурный институт .
- 1988 — вступила в Союз Дизайнеров России.
- 1989 — открыла авторскую дизайн-студию.
- 1995 — прошла стажировку «Маркетинг и менеджмент», Нью-Йорк, Вашингтон, США.
- 1995 — создала мелкосерийное производство авторского трикотажа.
- 1997 — открыла первый монобрендовый бутик в Екатеринбурге.
- 1999 — коллекции Ларисы Селяниной представлены в 15 мультибрендовых магазинах Урало-Сибирского региона.
- 2000 — прошла курс дизайна в Лондоне.
- 2003—2008 коллекции Ларисы Селяниной представлены на «Неделе Моды в Москве»[5].
- 2005 — открыт show-room «Larisa Selyanina» в Екатеринбурге[6].
- 2007—2009 коллекции автора представлены на Салоне «PRET A PORTER PARIS», Париж.
- 2008-2011- коллекции представлены на салоне Collection Premier Moscow.
- 2011 Открыто представительство Межрегиональной общественной организации «Национальная Академия индустрии моды»[7] под руководством Селяниной Л. А., Екатеринбург.
- 2011 Открытие show-room «Larisa Selyanina» в Москве.

## Награды
- 1989-90-91 Ежегодный призёр «Таллинских дней моды», Таллин
- 1993 Лауреат конкурса «Ин Вог» в Вильнюсе.
- 1994 Лауреат «Ассамблеи Неукрощенной Моды»,Рига.
- 1997 Лауреат «Недели Российской моды»,Москва.
- 1997 Приз «Лидер в бизнесе» и вхождение в 20 лучших предприятий Свердловской области по проекту «Время жить в России»[8].
- 1998 Приз «Золотая булавка» на фестивале моды «Екатерина», Екатеринбург.
- 1998 Золотая медаль «Уральских выставок» на международной выставке «Екатерининский пассаж», Екатеринбург .
- 2000 Лауреат российского национального приза в области дизайна «Серебряная Виктория» в номинации «Дизайн одежды, обуви и аксессуаров» , Москва.
- 2001 Лауреат премии губернатора Свердловской области за выдающиеся достижения в области литературы и искусства за коллекцию «Роза ветров».
- 2004 Знак стандарта «Высокий дизайн», Россия Москва
- 2005 Золотая медаль «Лауреат ВВЦ», Россия, Москва
- 2006 Премия «Золотая молния», Россия, Екатеринбург
- 2006 Национальная премия в области моды «Золотое веретено», Россия, Сочи.
- 2008 Лауреат премии «Золотой фонд Урала» среди руководителей предприятий[9].
- 2010 Звание Академик[10] от Общественной Межрегиональной организации «Национальная Академия индустрии Моды», возглавляемой Вячеславом Зайцевым[11]